# Chaj-kchou
Chaj-kchou (čínsky pchin-jinem Hǎikǒu, znaky 海口) je hlavní a největší město čínské ostrovní provincie Chaj-nan. Chaj-kchou má status městské prefektury a sestává ze čtyř městských obvodů. Celková rozloha Chaj-kchou je 2 240 km² a v roce 2020 v něm žilo přibližně 2,9 milionu obyvatel, přičemž přes 97 % obyvatel tvořili Chanové.

## Geografie
Chaj-kchou leží na severním břehu Chaj-nanu naproti, z pevniny vybíhajícímu, poloostrovu Lej-čou, od kterého je odděleno Chajnanskou úžinou.
Panuje zde tropické podnebí, teploty v létě šplhají až k 39,6 °C.

## Administrativní členění
Městská prefektura Chaj-kchou se člení na čtyři městské obvody.
| Lung-chua Siou-jing Čchiung-šan Mej-lan |        |                       |                       |                    |                                  |
| Název                                   | Název  | Počet obyvatel (2010) | Počet obyvatel (2020) | Rozloha km² (2020) | Hustota zalidnění (obyv. na km²) |
| český přepis                            | znaky  | Počet obyvatel (2010) | Počet obyvatel (2020) | Rozloha km² (2020) | Hustota zalidnění (obyv. na km²) |
| Městské obvody                          |        |                       |                       |                    |                                  |
| Lung-chua                               | 龙华区 | 593 018               | 797 684               | 301                | 2 650                            |
| Siou-jing                               | 秀英区 | 349 541               | 567 108               | 493                | 1 150                            |
| Čchiung-šan                             | 琼山区 | 479 958               | 655 553               | 928                | 706                              |
| Mej-lan                                 | 美兰区 | 623 653               | 853 013               | 518                | 1 647                            |
|                                         |        |                       |                       |                    |                                  |
| Celkem                                  | Celkem | 2 046 170             | 2 873 358             | 2 240              | 1 283                            |

## Doprava
Přibližně pětadvacet kilometrů jihovýchodně od centra v obvodě Mej-lan leží mezinárodní letiště Chaj-kchou Mej-lan.

## Partnerská města
- Darwin, Austrálie
- Gdyně, Polsko
- Oklahoma City, USA
- Perth and Kinross, Spojené království